# Arån
Der Fluss Arån ist ein schwedischer Fluss im südlichen Jämtland. Er entspringt im westlichen Oviksfjällen und fließt bei Börtnan in den Fluss Ljungan. Im Laufe der Zeit hat er ein Tal gebildet, welches sich durch eine üppige Gebirgsflora auszeichnet. Im nördlichen Bereich wurde dieses Tal Arådalen genannt. In der Umgebung vom Arån gibt es zahlreiche Pflanzenstandorte – von der baumlosen Bergtundra (kalfjäll) bis hin zu den artenreichen Sümpfen.